# La Noria (Granada)
La Noria es una localidad y pedanía española perteneciente al municipio de Turón, en la provincia de Granada. Está situada en la parte suroriental de la comarca de la Alpujarra Granadina. A cuatro kilómetros del límite con la provincia de Almería, cerca de esta localidad se encuentran los núcleos de Los Casimiros, Turón capital y Los Moras.

## Demografía
Según el Instituto Nacional de Estadística de España, en el año 2024 La Noria contaba con 24 habitantes censados, lo que representa el 11,27% de la población total del municipio.

### Evolución de la población
| Gráfica de evolución demográfica de La Noria entre 2014 y 2024 |
|                                                                |
| Datos según el nomenclátor publicado por el INE.               |

## Comunicaciones

### Carreteras
La principal vía de comunicación que transcurre cerca de la localidad es:
| Identificador | Denominación       | Itinerario       |
| ------------- | ------------------ | ---------------- |
| GR-6202       | De GR-5202 a Turón | Murtas - Benínar |

Algunas distancias entre La Noria y otras ciudades:
| Ciudades | Distancia (km) |
| -------- | -------------- |
| Turón    | 8              |
| Órgiva   | 57             |
| Almería  | 85             |
| Granada  | 115            |
| Jaén     | 205            |
| Murcia   | 304            |